# Rudnik (gmina Gornji Milanovac)
Rudnik (cyr. Рудник) – wieś w Serbii, w okręgu morawickim, w gminie Gornji Milanovac. W 2011 roku liczyła 1490 mieszkańców.